# 蘭辛冰川
蘭辛冰川（英語：Lancing Glacier），是南極洲的冰川，位於南喬治亞島南端，全長6公里，流經科內柳森山和斯邁利峰，最終注入紐瓦克灣，由英國南極名稱諮詢委員會命名，現時由英國海外領土管轄。